# Nephilidae
Los nefílidos (Nephilidae) son  una pequeña familia de arañas araneomorfas, que forman parte de la superfamilia de los araneoideos (Araneoidea), junto con trece familias más entre las que destacan, por su número de especies: Linyphiidae, Araneidae, Theridiidae y Tetragnathidae. 
Todos los nefílidos renuevan parcialmente su telaraña.

## Distribución
Es una familia propia de toda la zona tropical, y viven en todo el hemisferio sur.

## Sistemática
Habían formado un grupo dentro de las familias de los araneidos y de los tetragnátidos hasta que fueron separadas y reagrupadas en una familia propia. El género Singafrotypa fue trasladado a los araneidos en 2002.
Con la información recogida hasta el 31 de diciembre de 2011, Archaeidea cuenta con 61 especies descritas comprendidas en 4 géneros:
- Clitaetra Simon, 1889 (África, Madagascar, Sri Lanka)
- Herennia Thorell, 1877 (Sur de Asia, Australia)
- Nephila Leach, 1815 (Pantropical)
- Nephilengys L. Koch, 1872 (Pantropical)